# Československá republika (1948–1960)
Československá republika byl stát ve střední Evropě (viz Československo), který existoval v letech 1948–1960. Jejím předchůdcem byla třetí Československá republika. Československá republika byla lidově demokratický stát ovládaný KSČ. Komunistický režim se označoval za lidovou demokracii: existovalo několik povolených stran, ale permanentní vládní koalice, označovaná jako Národní fronta Čechů a Slováků, dodržovala jednotný postup, který určovala komunistická strana.
Komunistický režim se chopil moci v událostech února 1948. Československá republika byla unitární stát s asymetrickou státní správou, Slovensko mělo své národní orgány, Slovenskou národní radu a Sbor pověřenců.
Z hlediska zahraniční politiky byla Československá republika satelitem Sovětského svazu.

## Ústava z roku 1948
Ústava Československé republiky z 9. května 1948 sice formálně zachovávala některé rysy charakteristické pro pluralitní demokracii (částečně oddělovala státní moci, zakotvila základní práva a svobody, garantovala nezávislé soudnictví atd.), což ji výrazně odlišovalo od dalších „stalinistických“ ústav lidově demokratických států té doby, ale skutečné ústavní poměry, pokud šlo o práva a svobody občanů, se od jejího znění téměř kompletně odchylovaly, takže ústava byla z velké části fikcí.

### Příklady svobod definovaných ústavou
Ústava definovala v preambuli stát jako lidovou demokracii, „která nám zajistí cestu k socialismu“. Zaručovala mezi jiným rovnost občanů před zákonem, osobní a domovní svobodu, právo vystěhovat se do ciziny; tato práva mohla být omezena jen zákonem. Právo shromažďovací a spolčovací Ústava zaručovala, pokud se tím neohrožovalo lidově demokratické zřízení nebo veřejný pokoj a řád.

## Státní symboly
V období 1948–1960 používala Československá republika malý znak první republiky. Až v roce 1960 se státní znak zásadním způsobem změnil.

## Ústava z roku 1960
Ústava Československé socialistické republiky z roku 1960 zavedla nový název státu (Československá socialistická republika), nové státní symboly, nominálně zakotvila jako státní zřízení socialismus a zakotvila vedoucí úlohu komunistické strany ve státě i ve společnosti. Krátce před přijetím Ústavy byl schválen zákon o územním členění státu (č. 36/960 Sb. z 14. 4. 1960). Zesílila se tak centralizace, když byly vytvořeny rozsáhlejší kraje.